# Ryūtarō Iio
Ryūtarō Iio (飯尾 竜太朗?, Iio Ryūtarō; Hyōgo, 30 gennaio 1991) è un calciatore giapponese, centrocampista del V-Varen Nagasaki.